# 胡忠信
胡忠信（1953年12月19日—），生于台湾台南，后加入美国籍。台湾作家、媒体人、政论家。先后任《自由时报》顾问兼主笔、年代电视新聞部总编辑、中天电视执行董事及总经理，新加坡《联合早报》特约专栏作家。长期擔任電視台政论节目的特約評論來賓。

## 歷略
胡忠信从國立臺灣大學歷史學系毕业后，赴美国加州大学戴维斯分校博士班攻读西洋政治史。他旅居美国15年，于1995年11月返回台湾。旅美期间，胡忠信曾任专栏作家、报社总编辑、电视公司总经理。回台后，胡忠信擔任《自由時報》主筆。
1998年末，爭取台北市長連任甫敗選的陳水扁邀集多位有力媒體人士午餐，胡忠信亦為座上賓之一。會中陳水扁將數日後與李登輝見面一事諮詢在場人士建議，胡忠信暗示了《舊約聖經》摩西與約書亞的典故。餐會後，胡忠信撰寫了一篇文章〈從摩西到約書亞〉，將李登輝比喻作摩西，並刻意選在李陳會見的1998年12月24日刊出。李登輝公開推薦此篇文章給陳水扁，彷彿暗示陳水扁為約書亞。然而當時李登輝為國民黨主席，陳水扁則為最大的反對黨民進黨的政治明星，所以「誰是李登輝的約書亞」長期引發輿論的廣泛討論，直到2000年中華民國總統選舉陳水扁當選總統後才真相大白。不過據胡忠信數年後的自述，當時刊文的目的只是想鼓勵失意中的陳水扁振作、未來仍大有可為而已，其後的發展乃屬意料之外。
鑑於「約書亞論」的成功，1999年初，陳水扁邀請胡忠信擔任他的自傳書《台灣之子》的代筆之一。儘管未成為陳水扁的正式幕僚，但胡忠信所撰寫的文章、與陳水扁會面時所提出的意見等往往為陳水扁所採用，例如「終結黑金，政黨輪替」等競選口號與策略，加强了民間反對國民黨黑金與長期執政的呼聲。
2000年陳水扁勝選總統，民主进步党首次执政后不久，八掌溪事件發生，胡忠信嚴詞批評民進黨政府。雖然陳水扁曾透過幕僚試圖溝通，但皆被胡忠信回絕，於是雙方幾不往來。胡忠信身為政論家，对民進黨與陳水扁多有批评，以至他許多批判言行被陳水扁提出告訴。

## 言論及爭議
Ｘ先生事件
2012年7月，胡忠信在政論節目爆料，林益世索賄案中，有黨政高層「Ｘ先生」及一名主任檢察官將曝光，若他交出手中文件，威力將如同長崎原子彈爆炸。
胡忠信的無證爆料受到其他名嘴的批評，之後胡忠信在同一政論節目說「有關上周發生在本人的新聞事件，有用字過當、操之過急情事，以致造成民心不安與紛擾，我向社會大眾致歉。」
退選條件說
胡忠信於2015年8月14日於年代電視台「新聞追追追」節目擔任來賓時表示，有國民黨黨中央的人告訴他，洪秀柱向黨中央要求，要以立法院院長職務與資遣費，作為退選總統條件。
2015年8月17日，洪秀柱委託律師魏啟翔以胡忠信涉嫌違反選罷法，向台北地檢署提出告訴。經調查，不予起訴。
對中國國民黨之評論
2014年，國民黨在九合一選舉大敗，胡忠信在《新闻追追追》节目中稱馬英九歷史定位是「平庸、無能、軟弱、無恥、不要臉」，并预言马5月21日卸任之后，“一定會被收押！”。
2015年，胡忠信在《年代高峰會》中預言，中國國民黨將在2016年中華民國總統選舉中「走入歷史」。
2017年6月14日，胡忠信在《政經看民視》節目中表示，以台灣目前的核武知識，只要花3個月的時間，就可以做出原子彈。
歷史評論
2016年11月29日，胡忠信在《政經看民視》節目中表示，日本戰國時代，豐臣秀吉過世後，真田幸村守衛大阪城，面對上杉謙信、北條早雲、德川家康。然而上杉谦信（卒于1578年）和北条早云（卒于1519年）早在丰臣秀吉（卒于1598年）逝世之前就已不在人世，故胡忠信所言真田幸村与二人交战之事根本不可能发生。
反造假大遊行
2020年參與法稅改革聯盟在凱道發起「反造假大遊行」，上萬民眾聚集凱道抗議官員造假稅單事件，胡忠信到場聲援並以聖經中撒該的故事呼籲國稅局官員需遵從內心道德。他並曾公開對太極門案評論，說道「國稅局欠太極門道歉，因為我們在乎價值，不是價格，是尊嚴。」

## 評價
陳水扁談胡忠信
陳水扁2019年6月19日在「新勇哥物語」中表示，政論節目主持人胡忠信求官不成狹怨報復。
當年胡忠信在總統大選後爭取擔任敏感性很高的國安會諮詢委員，「以他的大嘴巴，阿扁不大放心因而沒有安排」，為此雙方絕裂不再往來，胡忠信轉而投靠藍營，開始在媒體節目批判阿扁。
陳水扁批評，胡忠信拿酬勞稿費卻對外宣稱《台灣之子》這本書是他寫的，事實上最重要也是最好看的前半部是得過文學獎的詩人許悔之所執筆。阿扁在2000年總統大選期間對胡忠信頻下指導棋早就感到厭煩，並對其可能是藍綠都有接觸的「雙面人」早有提防。

## 作品

### 專書
| 年份   | 書名                                           | 出版社     | ISBN               |
| ------ | ---------------------------------------------- | ---------- | ------------------ |
|        | 《台灣之子》（部分代筆）                       |            |                    |
| 1990年 | 《台灣出埃及記》                               | 唐山出版社 | ISBN 9578221096    |
| 1990年 | 《活在啟示錄的邊緣》                           | 唐山出版社 | ISBN 957822110X    |
| 1997年 | 《期待台灣文藝復興：胡忠信政論選集1》          | 唐山出版社 | ISBN 9578900716    |
| 1997年 | 《領導與管理：胡忠信政論選集2》                | 唐山出版社 | ISBN 9578900724    |
| 2001年 | 《權力的傲慢：陳水扁的總統之路》               | 商智文化   | ISBN 9789576678448 |
| 2002年 | 《現代君王論》                                 | 印刻       | ISBN 9868042569    |
| 2002年 | 《轉動生命的水車：許水德、胡忠信對談錄》       | 天下文化   | ISBN 9864170252    |
| 2003年 | 《將軍之舵：顧崇廉、胡忠信對談錄》             | 天下文化   | ISBN 9864171259    |
| 2004年 | 《解讀年代－胡忠信觀點》                       | 我識       | ISBN 9867346017    |
| 2005年 | 《你願意聽我的聲音嗎：胡忠信、高金素梅對談錄》 | 智庫       | ISBN 9867264223    |
| 2005年 | 《三國商學院》                                 | 易富文化   | ISBN 9867346041    |
| 2005年 | 《新台灣文化》                                 | 我識       | ISBN 9867346343    |

## 外部連結
- 胡忠信的Facebook專頁
- 《民報》胡忠信專欄 （页面存档备份，存于）